# Луовушка (река)
Луовушка — река в России, протекает в Республике Карелия. Берёт своё начало из озера Луовушка, впадает в Топозеро. Длина реки — 13 км.
Высота устья — 109,5 м над уровнем моря, высота истока — 113,8 м над уровнем моря.

## Данные водного реестра
По данным государственного водного реестра России относится к Баренцево-Беломорскому бассейновому округу, водохозяйственный участок реки — Ковда от истока до Кумского гидроузла, включая озёра Пяозеро, Топозеро. Речной бассейн реки — бассейны рек Кольского полуострова и Карелии, впадает в Белое море.